# Szanda
Szanda község Nógrád vármegyében, a Balassagyarmati járásban. Ismert történelme közel 800 évet ölel fel, fénykorát a 15. században élte, amikor egy ideig városi rangot is viselt.

## Fekvése

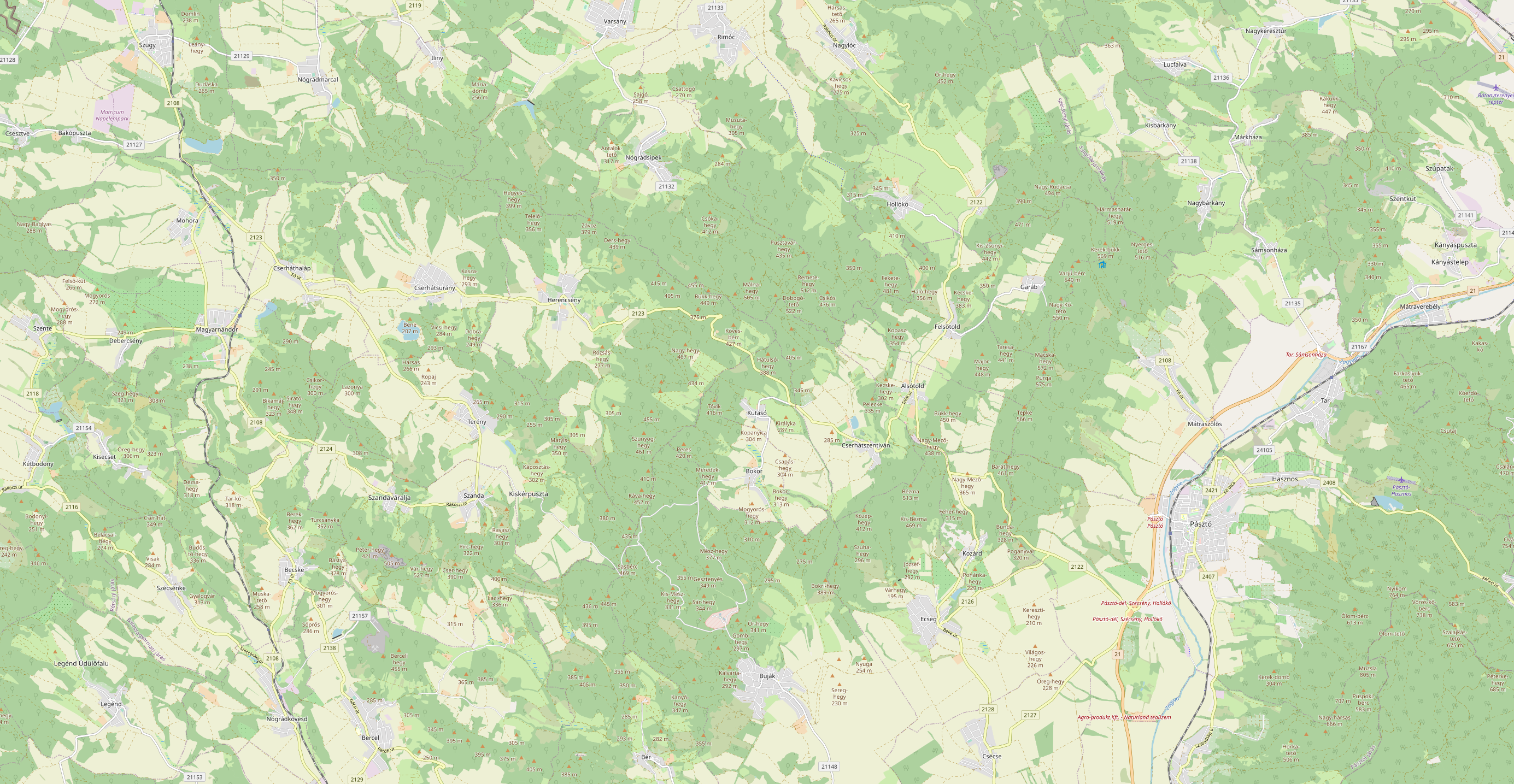
A Cserhát keleti része

A Cserhát belsejében, a Szanda-hegy északi lábánál fekszik. A Novohrad-Nógrád UNESCO Globális Geopark települése. Legkönnyebben a Balassagyarmat és Aszód között húzódó 2108-as útról Becske és Magyarnándor között keletnek letérve érhető el, a 2124-es úton. A legközelebbi település Terény, mintegy 2 kilométerre északra.
Közigazgatási területét délen érinti a Bercelről (a 2138-as útból kiágazva) induló, s csak az itteni kőbányákig vezető 21 157-es út is.

## Története

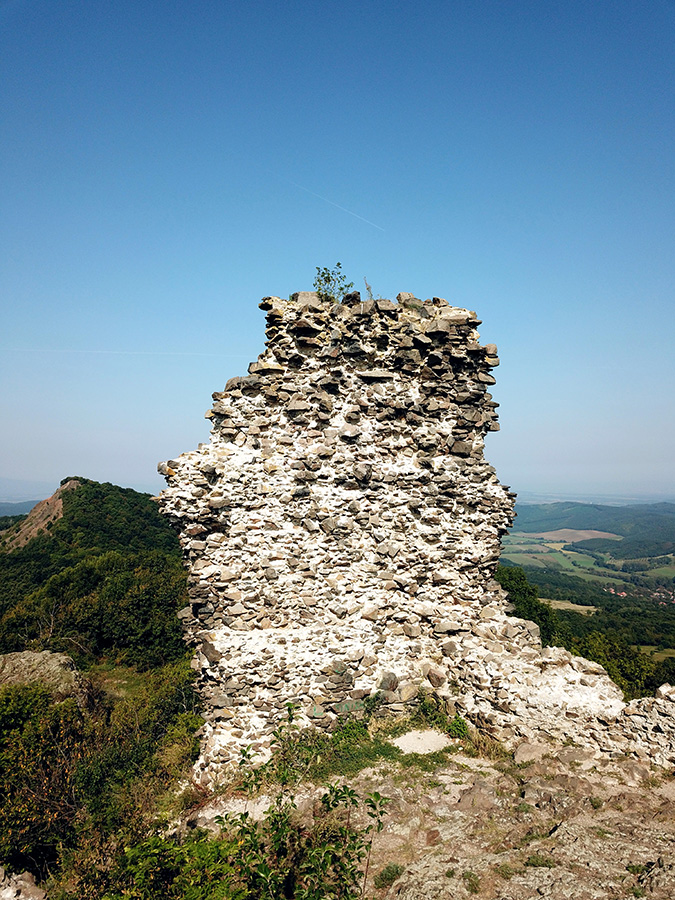
A szandai vár romjai

Szanda Árpád-kori település. Nevét 1214-ben említette először oklevél Zunda néven.
1232-ben Scunda, 1279-ben és 1331-ben Zonda néven írták.
1214-ben II. András király által Gömörbe és a Tomaj nemzetségbeli Dénes nádor által Mosonba kiküldött poroszlókat említett egy oklevél, akik szandai nemesek voltak.
Szanda vára a 14. század elején már fennállt a Szanda-hegy 529 méter magas keleti sziklaszirtjén. A középkorban igen sok uradalom, birtok és falu tartozott hozzá.
1326–1331 között szandai várnagy volt a Balog nemzetségbeli Szécsi Péter egy fennmaradt oklevél adatai szerint.
Birtokosai:
- 1387-től a Csetneki család
- 1390-től Pásztói János
- 1424-től Borbála királyné
- 1439-től Erzsébet királyné
- 1440-től a Rozgonyiak, illetve a Kompolthyak
- 1465-től a Lábatlani család
- 1474–1490 között a Báthoryak
- 1504-ben a Tárnok család és az esztergomi érsek pereskedett rajta
- 1548-ban a törökök elfoglalták
- 1551-ben Horváth Bertalan gyarmati kapitány visszafoglalta a várat és felgyújtatta, többé nem épült fel.

A faluhoz tartozik közigazgatásilag Szandaváralja település is.

## Közélete

### Polgármesterei
- 1990–1994: Balatoni János (független)[4]
- 1994–1998: Dr. Csordás Ildikó (független)[5]
- 1998–2002: Koplányi János (független)[6]
- 2002–2006: Rugáné Pongrácz Mária Anna (független)[7]
- 2006–2010: Rugáné Pongrácz Mária Anna (független)[8]
- 2010–2014: Rugáné Pongrácz Mária Anna (független)[9]
- 2014–2019: Rugáné Pongrácz Mária Anna (független)[10]
- 2019–2024: Tóth Tamás László (független)[11]
- 2024– : Kiss Tamás (független)[1]

## Népesség
A település népességének változása:
| Lakosok száma | 662  | 645  | 634  | 591  | 525  | 531  | 518  |
|               | 2013 | 2014 | 2015 | 2021 | 2022 | 2023 | 2024 |

2001-ben a település lakosságának 97%-a magyar, 3%-a cigány nemzetiségűnek vallotta magát.
A 2011-es népszámlálás során a lakosok 86,3%-a magyarnak, 4,2% cigánynak, 0,2% örménynek, 0,6% románnak, 0,2% szlováknak, 0,2% ukránnak mondta magát (13,7% nem nyilatkozott; a kettős identitások miatt a végösszeg nagyobb lehet 100%-nál). A vallási megoszlás a következő volt: római katolikus 72%, református 2,6%, evangélikus 1,8%, görögkatolikus 0,6%, izraelita 0,2%, felekezeten kívüli 3,4% (19% nem nyilatkozott).
2022-ben a lakosság 90,3%-a vallotta magát magyarnak, 4,8% cigánynak, 1,3% németnek, 0,4% románnak, 0,2% szlováknak, 2,3% egyéb, nem hazai nemzetiségűnek (9,7% nem nyilatkozott; a kettős identitások miatt a végösszeg nagyobb lehet 100%-nál). Vallásuk szerint 54,5% volt római katolikus, 4,8% református, 1,9% evangélikus, 0,4% görög katolikus, 0,6% egyéb keresztény, 0,2% egyéb katolikus, 9,1% felekezeten kívüli (28,6% nem válaszolt).

## Nevezetességei
- Palóc lakóházak
- A szandai vár romjai
- Tájház
- Mária-kápolna („Máriácska káponkája”)[15]
- Szent Péter-hegyi Mária-kút és kereszt – a környék egykori népszerű búcsújáró helye volt. Az eredeti kutat a kőbányászat eltüntette, de a közelében emelt kereszt megmaradt, melynek felhasználásával a közelmúltban felújították az egykori búcsújáróhelyet.
- A település külterületén több olyan hely (öreg fa, forrás, dűlő) található, amelyeket a hozzájuk fűződő, egykori betyárokkal kapcsolatos helyi legendák tesznek érdekessé.

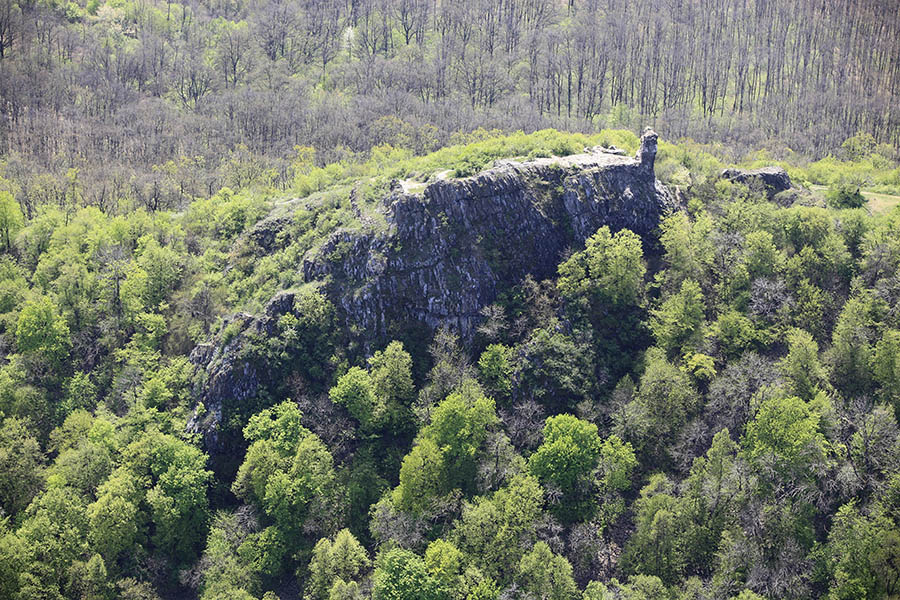
Szandai vár légi felvételen
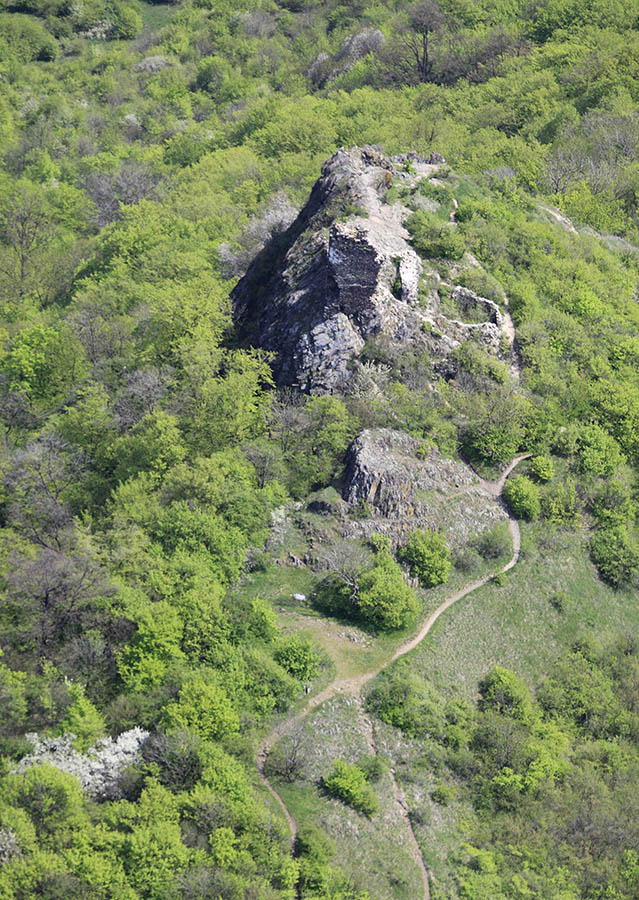
Szandai vár légi fotón
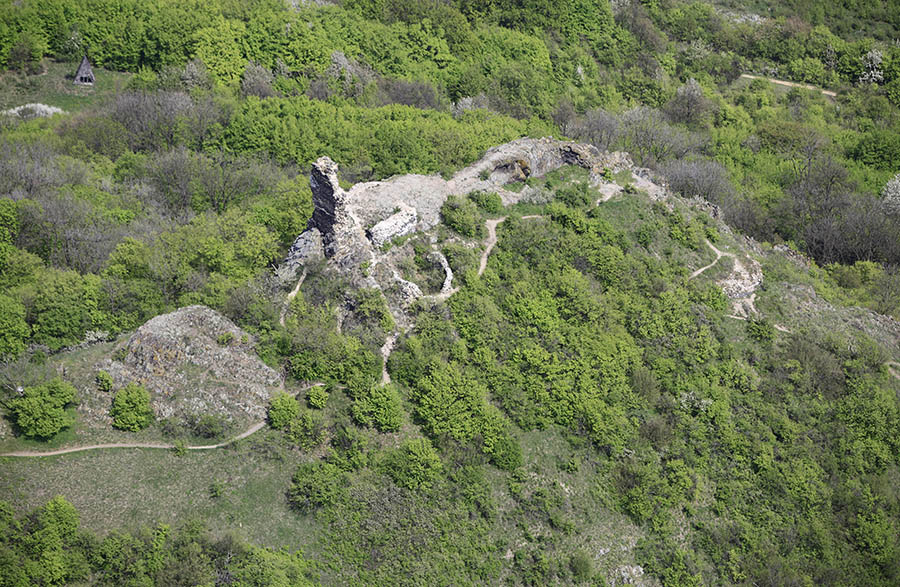
Szandai vár légi fotón

## Testvértelepülései
- Hegyközszentmiklós
- Leszenye (Lesenice), Szlovákia[16]
- Dąbrowa, Lengyelország[17]